# 북로디지아
북로디지아(Northern Rhodesia)는 1924년부터 1964년까지 현재의 잠비아에 해당하는 지역에 있었던 영국의 보호령이다.
1924년 4월 1일을 기해 영국의 직할 식민지가 되면서 설립되었다. 1953년부터 1963년까지는 남로디지아(현재의 짐바브웨), 니아살랜드(현재의 말라위)와 함께 로디지아 니아살랜드 연방을 형성했다. 1964년 10월 24일에 잠비아가 영국으로부터 독립하면서 소멸되었다.

## 같이 보기
- 로디지아
- 로디지아 니아살랜드 연방
- 남로디지아